# Mungo Park

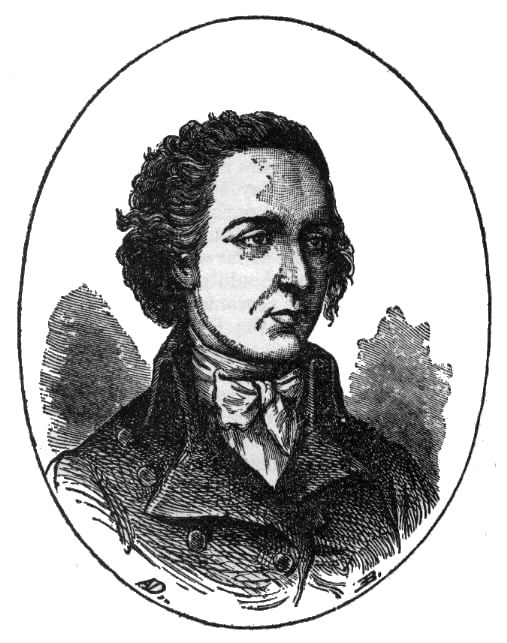
Mungo Park

Mungo Park (Selkirkshire, 1771 - Bussa, 1805) foi um explorador escocês que, financiado pela Association for Promoting the Discovery of the Interior Parts of Africa - mais conhecida como African Association -, chegou à margem do rio Níger, tendo sido o primeiro europeu realizar tal feito e registrá-lo. Essa viagem, feita entre 22 de maio de 1795 e 22 de dezembro de 1797, foi relatada em seu livro Travels in the Interior Districts of Africa, publicado pela primeira vez em 1799, o qual lhe consagrou como um aventureiro e um dos grandes escritores de literatura de viagem. Faleceu em sua segunda viagem à África, provavelmente afogado. 

## Vida[1]
Nascido em 10 ou 11 de setembro de 1771 perto de Selkirk, Escócia, Mungo Park era filho de uma família de fazendeiros modesta. Educados ele e seus irmãos na escola dessa cidade, Mungo Park acabou escolhendo seguir a carreira de medicina. Aos 14 anos começou, quando fora da escola, a acompanhar como aprendiz o Dr. Thomas Anderson. Em 1788, ingressou na Universidade de Edimburgo para cursar medicina. 
Nessa época, muitas organizações científicas estavam sendo organizadas em decorrência do desenvolvimento do sistema de classificação taxonômica do sueco Lineu. Jardineiro, o cunhado de Mungo Park se uniu à Linnean Society, o que o levou a ter o contato de Sir Joseph Banks, grande investidor científico britânico da época e membro da African Association. Os contatos de seu cunhado também o possibilitaram fazer sua primeira viagem como explorador, para as então chamadas Índias Orientais, onde pôde catalogar novas espécies de plantas e animais e publicar seu primeiro e único artigo na Linnean Society, assegurando seu renome que lhe garantiria a vaga para a sua grande exploração.  
Após a expedição ao rio Níger, voltou a Selkirk onde se casou com Allison Anderson, filha do doutor de quem foi aprendiz antes da universidade. Teve com ela quatro filhos e viveram durante algum tempo em Peebles.  

## Obra

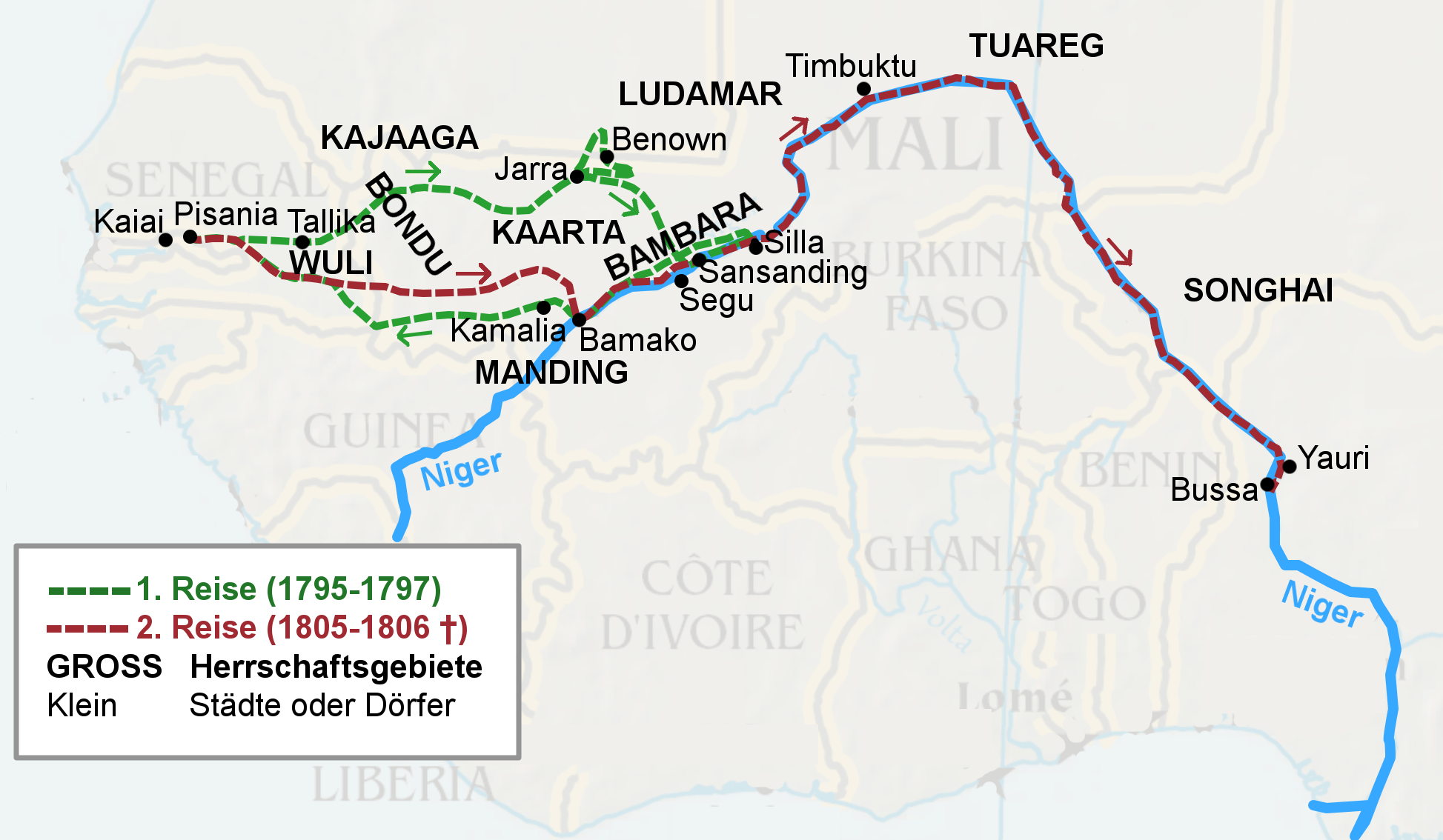
Mapa das viagens de Mungo Park: a verde a 1ª, em 1795-97; a vermelho a 2ª, em 1805-06.

### Exploração do rio Níger
Ofereceu-se à African Association para empreender uma exploração do interior da África, cujas instruções era que chegasse ao rio Níger e que fosse às cidades de Tombuctu e de Houssa. Nessa época, e tal como sucedia com o rio Nilo na África Oriental, o principal enigma geográfico era o curso do Níger. Um rio que, devido ao relevo, nasce a centenas de quilómetros da costa mas faz uma volta de 4 000 km pelo interior, antes de alcançar o golfo da Guiné. Os geógrafos europeus apenas sabiam deste grande rio o que tinham escrito Plínio, Idrisi e Leão, o Africano, segundo o qual o Níger fluía para oeste. 
Antes de Mungo Park, outro explorador, Major Houghton, havia tentado fazer essa mesma viagem, mas havia desaparecido. Sua última comunicação fora ao Dr. Laidley em 1785, e dizia: "Major Houghton ao Dr.Laidley; encontra-se em bom estado de saúde, a caminho de Tombuctu (no mapa ao lado Timbuktu); foi roubado em todas as suas mercadorias, pelo filho de Kend Bular". Depois dessa mensagem desapareceu em Ludmar (região da África Ocidental na época).

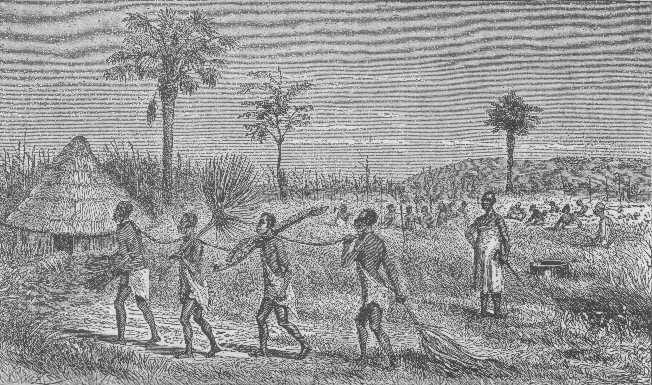
Caravana de escravos na África Ocidental, H. B. Scammel, Stanley and the White Heroes in Africa, 1890.

Mungo Park então partiu de Londres em 22 de Maio de 1795 para a Gâmbia. Em 21 de Junho alcançou o estuário do rio Gâmbia e, partindo de perto da actual Bathurst, subiu o rio até ao posto comercial de Pisania (actual Karantaba). Levava dois criados e uma pequena quantidade de bens para comerciar e alguns aparatos científicos. Aprendeu a língua dos mandingos graças ao Dr. Laidley, um europeu que lhe acolheu ao chegar, mas Mungo Park logo ficou doente, o que atrasou sua partida. Iniciou a sua viagem por essas terras em finais de 1795. 
Em seu livro, Mungo Park descreve seus caminhos com detalhamento, fazendo observações botânicas e às vezes beirando o etnográfico. No decorrer de sua rota, o explorador vai perdendo todos os seus bens, por vezes devido a ladrões que os roubam, ou por chefes locais para quem ele deve deixar algum tributo ou para quem Mungo Park se vê obrigado a deixar alguma de suas posses. Enfrenta muitas dificuldades durante seu trajeto, deparando-se com guerras entre os reinos e passando por fome e sede. Ademais, aqueles que participavam de sua expedição, seja deliberadamente ou não, lhe abandonavam a medida que avançavam para territórios mais perigosos. 

Atravessou o leito do rio Senegal, visitou Moullé, Bundu e Caarta. Foi detido e aprisionado pelos tuaregues durante quatro meses, sendo tratado como escravo pelo seu líder Ali. Conseguiu escapar sozinho com um cavalo, as suas roupas e uma bússola, entrou pelo deserto, sem quase nada para beber ou comer.

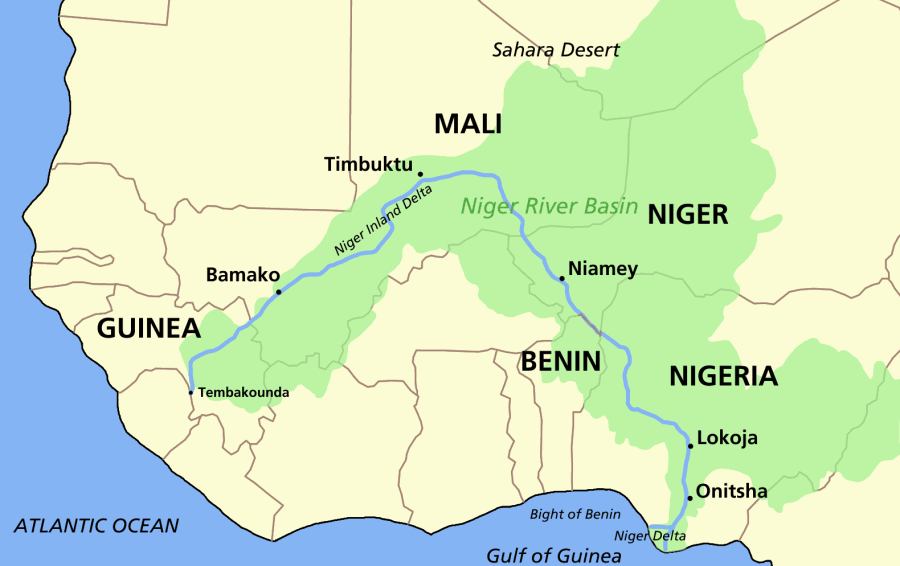
O rio Níger.

Depois de três semanas de grandes sofrimentos, chegou à cidade de Segu, onde por fim pôde ver o rio Níger, sendo o primeiro europeu a fazê-lo fora da foz. Seguiu 110 km do rio, notando que este seguia para leste - o que foi uma descoberta bastante relevante para os europeus na época -, mas sentindo-se esgotado, enfermo e sofrendo com a fome e a sede, decidiu não continuar sua rota até Tombuctu e retornar a Segu. Ainda assim, consegue dar informações sobre as cidades de Tombuctu e Hussa, baseando-se nas informações que coletou com pessoas que conheciam os lugares. Entretanto, soube que a cidade tinha caído nas mãos de Ali, seu antigo carcereiro. Decidiu então dirigir-se à cidade de Kamalia, para evitar novo aprisionamento. Tinha começado a estação das chuvas, e a viagem tornou-se extremamente. Chegou quase sem forças a Kamalia. Quando recuperado, uniu-se a uma caravana que levava escravos à costa. Finalmente reencontra Dr. Laidley, que o tinha por morto, e consegue uma viagem em um navio de tráfico de escravos à América, a partir da qual poderia chegar à Grã-Bretanha.

### O livro e o imperialismo britânico
Sua exploração está relatada no livro Travels in the interior districts of Africa, o qual foi um bestseller desde sua primeira edição, em 1799. Foi um livro importante para definir os livros de literatura de viagem, havendo-lhe sido atribuído um estilo simples e fluido. O estilo simples levaram-no a ser um paradigma dessa literatura de viagem que se tornou tão significativa durante os séculos XVIII e XIX. Essa literatura é essencial para consolidar a expansão territorial com intuitos tanto científicos como comerciais empreendida pelos europeus em geral, mas especialmente pelos ingleses. Dentro desse grande grupo de textos, Mungo Park pode ser classificado como uma narrativa sentimental, colocando-se na narrativa como herói sentimental ao não lançar mão de um texto objetivo e sempre dramatizar as situações pelas quais passa. 
Durante o século XVIII, a Grã-Bretanha começa uma expansão territorial, consolidando o imperialismo britânico. O livro de Mungo Park é um importante representante desse movimento, tendo dentre seus objetivos claramente a expansão de rotas comerciais. Como diz tantas vezes em Travels, suas descobertas serviriam para fornecer informações úteis aos europeus, tendo sua exploração, portanto, objetivos econômicos e políticos. 

## Morte
Em 1803, o governo britânico financiou pela primeira vez uma expedição para a África Ocidental, a qual Mungo Park aceitou dirigir. Também com a proposta de chegar ao rio Níger, dessa vez o objetivo era dar base para um empreendimento de colonização da parte Ocidental da África. Partiu com muitos integrantes em 30 de Janeiro de 1805 para Gorée, e depois para Bamako. Construiu um barco para subir o Níger. Apesar das dificuldades, subiu 1600 km pelo seu curso. Atirou-se no rio onde se afogou junto com o resto de seus companheiros em Bussa, o que foi sabido por um guia e um carregador sobreviventes. Anotações sobre essa segunda expedição foram recolhidas e publicadas com o nome de The Journal of a Mission to the Interior of Africa. 